# Рівненська телевежа
Рі́вненська телеве́жа — суцільнометалева просторова ґратована телевізійна вежа, розташована поблизу міста Рівне. 

## Історія
Спорудження телевежі було завершене у 1967 році. На думку керівництва, щогла могла заважати літакам Рівненського аеропорту, тому вона була збудована у селі Антопіль, за 15 км від міста Рівне. 7 листопада 1967 року відбулося офіційне відкриття телевежі, з нагоди 50-річчя Жовтневого перевороту (2017). На той час на Рівненській телевежі працював досить потужний передавач, який вперше транслював святковий парад у кольорі. У 1972 році в ефірі запрацював ще один потужний передавач.
На початку 1990-х років на Рівненщині було три потужних телевізійних передавача та чотири радіомовних, два з яких працювали у режимі стерео. 2 березня 1992 року вперше вийшов в ефір місцевий телеканал з назвою «10 канал», згодом з'явилася обласна телерадіомовна компанія MTV, тепер «Рівне-1».
У листопаді 1996 року вийшла в ефір перша в регіоні комерційна радіостанція «Радіо Трек», з 1997 року використовується передавач потужністю 2 кВт на частоті 106,4 МГц. З вежі транслювалося мовлення 32 програм у цифровому форматі T2, понад десяти каналів аналогового телебачення та радіо у діапазоні ультракоротких хвиль. Телевежа забезпечувала охоплення телерадіомовленням понад 80 % населення Рівненської області.
14 березня 2022 року, внаслідок обстрілу російськими військами, була пошкоджена. В результаті влучання російських ракет також було зруйновано адміністративне приміщення, під завалами якого загинула 21 людина.

## Радіомовлення
- 87,8 FM — Українське радіо / Українське радіо. Рівне
- 88,5 FM — Шлягер FM
- 89,5 FM — FM Галичина
- 90,0 FM — Радіо Максимум
- 90,4 FM — Радіо П'ятниця
- 90,9 FM — Люкс FM / Радіо «Ритм»
- 91,9 FM — конкурс від 17/07/2025
- 93,5 FM — конкурс від 17/07/2025
- 99,2 FM — Радіо Культура
- 100,7 FM — Наше радіо
- 101,4 FM — Радіо Релакс
- 102,2 FM — Сфера FM
- 103,0 FM — Радіо Промінь
- 103,7 FM — Хіт FM
- 105,1 FM — Радіо НВ
- 105,7 FM — Армія FM
- 106,4 FM — Радіо Трек
- 68,24 FM — Радіо Марія